# فيل ديفيس (مقاتل)
فيل ديفيس (بالإنجليزية: Phil Davis) هو فنان قتال مختلط أمريكي، ولد في 25 سبتمبر 1984 في هاريسبرج في الولايات المتحدة.

## وصلات خارجية
- فيل ديفيس على موقع يو إف سي (الإنجليزية)
- فيل ديفيس على موقع بيلاتور (الإنجليزية)
- فيل ديفيس على موقع شيردوغ (الإنجليزية)
- فيل ديفيس على موقع Tapology.com (الإنجليزية)
- فيل ديفيس على موقع IMDb (الإنجليزية)
- فيل ديفيس على موقع قاعدة بيانات الفيلم (الإنجليزية)